# Christian Haderer
Christian Haderer (geboren 1963 in Wiener Neustadt, Österreich) ist ein österreichischer Journalist und Schriftsteller.
Haderer studierte Textilmaschinentechnik an der Technischen Universität Wien und arbeitete danach als technischer Autor bei einer Softwarefirma, schrieb als Journalist für Computerzeitschriften und rezensierte Science-Fiction.
Das Lexikon der Science Fiction Literatur bezeichnet die Science-Fiction-Erzählungen Haderers, die ab Anfang der 1980er verstreut in verschiedenen Anthologien erschienen, als „bemerkenswert“.

## Bibliografie
Kurzgeschichten (Auswahl)
- Die Band (1981)
- Im Schatten (1983)
- Exposed (1983)

Sachliteratur
- mit Wolfgang Bachschwöll: Kultserien im Fernsehen. (= Heyne Filmbibliothek, Band 233), Heyne, München 1996, ISBN 3-453-09404-2.
- mit Peter Hiess: Chemtrails. Verschwörung am Himmel? Wettermanipulation unter den Augen der Öffentlichkeit. Verlag für Sammler, Graz 2005, ISBN 3-85365-213-1.